# Petre Dumitrescu
Petre Dumitrescu (ur. 18 lutego 1882, zm. 15 stycznia 1950) – rumuński generał podczas drugiej wojny światowej. Dowodził 3 Armią rumuńską walczącą na froncie wschodnim.

## Młodość i kariera wojskowa
Petre Dumitrescu urodził się 18 lutego 1882 w Dobridorze. W latach 1901–1903 uczęszczał do szkoły oficerskiej dla artylerzystów i inżynierów. Ukończył ją z rangą podporucznika. W 1906 został awansowany na porucznika, a w 1911 na kapitana. W tym samym roku został przyjęty na Akademię Wojskową w Bukareszcie, którą ukończył w 1913. Podczas I wojny światowej został mianowany majorem. Po wojnie został awansowany kilkukrotnie: w 1920 został podpułkownikiem, w 1930 został generałem brygady, a w 1937 generałem dywizji. Od 1937 do początku wojny służył jako attaché wojskowy w Paryżu i Brukseli. Po powrocie do Rumunii przejął dowództwo nad 1 Armią.

## II wojna światowa
25 marca 1941 Dumitrescu został dowódcą 3 Armii, którą dowodził do końca. 5 lipca 1941 3 Armia zajęła Bukowinę i Czerniowce odbijając je od Związku Radzieckiego, który je zajął 28 czerwca 1940. 3 Armia przekroczyła Prut i zajęła Besarabię. 11 Armia niemiecka zajęła prawy brzeg Dniestru. Wtedy armie zamieniły się zadaniami i 11 Armia wraz z Włochami szła dalej na wschód przechodząc przez Boh. 3 Armia pozostała w Rumunii i we wrześniu tego samego roku odparła radzieckie natarcie za Dniestrem gdy Sowieci chcieli zaatakować 11 Armię od tyłu.
Później Adolf Hitler nakazał pozostać w Rumunii Ionowi Antonescu, a 3 Armia wyruszyła na Krym, gdzie wzięła udział w bitwie o Morze Azowskie. Do 10 października 3 Armia przeszła 1700 km od granicy Rumunii biorąc udział w 4 dużych bitwach i 42 mniejszych walkach. Przez ten czas 3 Armia wzięła 15 565 jeńców wojennych, 149 czołgów, 128 sztuk broni artyleryjskiej i ponad 700 karabinów maszynowych przy stratach 10 541 (2555 zabitych, 6201 rannych i 1785 zaginionych w akcji).
Za efekty tej kampanii Dumitrescu, jako drugi Rumun po Ionie Antonescu, otrzymał Krzyż Rycerski Krzyża Żelaznego. Później otrzymał także Liście Dębu. W październiku otrzymał order Michała Walecznego 3. klasy.
W 1942 został generałem i zastępcą Antonescu. Po awansie Dumitrescu zajął półwysep Tamański stanowiący most między Osią a głębią Związku Radzieckiego.

## Od bitwy stalingradzkiej
Niemcy potrzebowały pomocy w bitwie stalingradzkiej dlatego niemieckie dowództwo zdecydowało o przeniesieniu części żołnierzy z 3 Armii do Stalingradu, co spowodowało, że 3 Armia miała znacznie mniej żołnierzy do obrony rozległego frontu. Dowództwo niemieckie nakazało przyłączyć wszystkich rumuńskich żołnierzy z południowego zachodu Związku Radzieckiego do 3 Armii. Dowództwo zignorowało raporty Dumitrescu o rozbudowie sił radzieckich na południowym zachodzie, a także sugestię ataku na miasto Kletskaja i utworzenie tam przedmościa.
W listopadzie 1942 Armia Czerwona rozpoczęła ofensywę na południowym zachodzie kraju zmuszając 3 Armię do odwrotu. W grudniu 1943 zapadła decyzja o dalszym wycofywaniu się na zachód. Po operacji jasko-kiszyniowskiej Dumitrescu chciał wycofać się do Bukaresztu, lecz po drodze napotkał Armię Czerwoną i wraz ze 130 tysiącami rumuńskich jeńców trafił do niewoli. Później walcząc po stronie Związku Radzieckiego wraz z resztą Rumunii jego armia schwytała 6 tysięcy niemieckich żołnierzy.

## Po wojnie
Po wojnie Dumitrescu został postawiony przed sądem za zbrodnie wojenne, lecz został uniewinniony z powodu braku dowodów. Zmarł z przyczyn naturalnych w swoim domu w Bukareszcie w 1950.